# Rayan Frikeche
Rayan Frikeche, né le 9 octobre 1991 à Angers, est un footballeur franco-marocain évoluant au poste de milieu de terrain au SC Sète.

## Biographie
Né à Angers et formé au Angers SCO, il intègre l'équipe première lors de la saison 2011-2012. Il joue ses premiers matchs professionnels en Ligue 2. Il dispute pour sa première saison vingt-cinq matchs et marque 5 buts. Il trouve rapidement une place importante dans l'effectif angevin. Lors de la saison 2014-2015, il participe à la montée du club en Ligue 1 en terminant à la 3e place du championnat.
Le 23 juin 2015, il s'engage pour deux ans avec l'AC Ajaccio et retrouve de nouveau la seconde division. Il est titulaire dès sa première saison au club et prend part à trente-deux rencontres. Après deux saisons chez les Acéistes, il n'est pas conservé et participe au stage de l'UNFP,. Finalement, à la fin du mois de septembre, il s'engage avec le Lokomotiv Plovdiv évoluant dans le championnat bulgare. Libéré en février 2018 après huit matchs, il revient en France et signe pour une saison avec l'US Boulogne, en National, à la fin du mois de juillet,. Il est libéré par L'US Boulogne à l'été 2022 et rejoint le SC Sète le 31 janvier 2023.

### Sélection nationale
Il est sélectionné par Pim Verbeek en 2012 pour disputer le Tournoi de Toulon en France où il marque un but contre la France (score final 2-2). Il est également sélectionné par Pim Verbeek pour disputer les phases finales des JO de Londres à la suite de la blessure de Younès Belhanda.